# Nikon Coolpix 600
Le Nikon Coolpix 600 est un appareil photographique numérique de type compact fabriqué par la société Nikon, commercialisé en mars 1998.

## Caractéristiques techniques
- Objectif à focale fixe
- Capteur CCD 1/2,7" 0,8 mégapixels
- Flash intégré